# Григоре, Делия
Делия Григоре (цыг. Deliya Grigore род. 7 февраля 1972, Галац) — румынская и цыганская писательница, филолог, академик и борец за права цыган.

## Биография
Делия Григоре родилась в Галаце и выросла при румынском коммунистическом режиме, когда цыгане не признавались как этническая группа, а как иностранные элементы, которые должны ассимилироваться в румынском обществе. В то время её семья скрывала свою настоящую национальность, чтобы избежать дискриминации.
После румынской революции 1989 года Делия смогла восстановить свою цыганскую этническую принадлежность и заново выучить язык. В 1990 году закончила среднюю школу имени Зои Космодемьянской в Бухаресте, а в 1992 году окончила курс языка санскрит и древней индийской цивилизации и культуры Бухарестского университета.
В 1995 году получила степень по румынской и английской филологии на филологическом факультете Бухарестского университета. С 2000 года Делия Григоре опубликовала серию статей о цыганской культуре и языке.
В 2002 году получила докторскую степень по антропологии цыганской культуры со степенью доктора философии, тема диссертации — «Семейные обычаи традиционной культуры цыган с кочевым образцом идентичности на юго-востоке Румынии».
В настоящее время преподает на факультете иностранных языков и литературы Бухарестского университета. Также стала участвовать в защите прав цыган в качестве президента ассоциации ȘATRA/ASTRA — «Амаре Рроментца» (рум. Amare Rromentza).
В феврале 2002 года Делия Григоре потребовала, чтобы румынские государственные органы и руководство Румынской православной церкви признали свою ответственность за принуждение и последствия пятивекового рабства цыганского народа в исторических румынских государствах Валахия и Молдавия.

## Сочинения
- Siklioven i Rromani chib — Ghid de limbă și cultură rromani (2000, Бухарест);
- Rromanipen-ul (rromani dharma) și mistica familiei (2001, Бухарест);
- Introducere în studiul culturii tradiționale rromani — Curs de antropologie rromani (2001, CREDIS, Бухарестский университет);
- Rromii: tipuri și arhetipuri identitare (2002, Бухарест, координатор: Василе Ионеску);
- Istoria și tradițiile minorității rromani (2005, Sigma, Бухарест, соавторы: Петре Петкуц, Мариана Санду).

В 2010 году её десять стихов было опубликовано в антологии «Babel.ro. Tineri poeţi minoritari».